# Pristobrycon striolatus
Pristobrycon striolatus is een straalvinnige vissensoort uit de familie van de echte piranha's (Serrasalmidae). De wetenschappelijke naam van de soort is voor het eerst geldig gepubliceerd in 1908 door Steindachner.
Deze piranhasoort heeft een zilveren bovenlichaam dat overgaat in een roodgouden kleur in de buikstreek met zwarte vlekken over het gehele lichaam en een rode keel.
Een bentopelagische zoetwatervis van de stroomgebieden van de Amazone en de Orinoco en de noordelijke en oostelijke rivieren van het Guianaschild. De vis wordt zelden gevangen. De maaginhoud liet vooral vruchten en zaden zien, maar ook vinnen van andere vissen.

## Beelden
- In een aquarium met Pygopristis denticulata